# 2012-es GP2 olasz nagydíj
A 2012-es GP2 olasz nagydíj volt a 2012-es GP2-szezon tizenegyedik versenye, amelyet 2012. szeptember 8. és szeptember 9. között rendeztek meg az olaszországi Autodromo Nazionale Monzán, Monzában, a 2012-es Formula–1 olasz nagydíj betétfutamaként.

## Időmérő
| Helyezés | Rajtszám | Versenyző           | Csapat                  | Idő      | Rajthely |
| -------- | -------- | ------------------- | ----------------------- | -------- | -------- |
| 1        | 26       | Max Chilton         | Marussia Carlin         | 1:31.886 | 1        |
| 2        | 12       | Giedo van der Garde | Caterham Racing         | 1:31.953 | 2        |
| 3        | 14       | Luca Filippi        | Scuderia Coloni         | 1:32.165 | 3        |
| 4        | 3        | Davide Valsecchi    | DAMS                    | 1:32.208 | 4        |
| 5        | 7        | Marcus Ericsson     | iSport International    | 1:32.216 | 5        |
| 6        | 5        | Fabio Leimer        | Racing Engineering      | 1:32.324 | 6        |
| 7        | 15       | Fabio Onidi         | Scuderia Coloni         | 1:32.388 | 7        |
| 8        | 1        | Johnny Cecotto, Jr. | Barwa Addax Team        | 1:32.151 | 8        |
| 9        | 10       | Esteban Gutiérrez   | Lotus GP                | 1:32.396 | 9        |
| 10       | 4        | Felipe Nasr         | DAMS                    | 1:32.462 | 10       |
| 11       | 27       | Rio Haryanto        | Marussia Carlin         | 1:32.471 | 11       |
| 12       | 23       | Luiz Razia          | Arden International     | 1:32.495 | 12       |
| 13       | 9        | James Calado        | Lotus GP                | 1:32.622 | 13       |
| 14       | 25       | Nigel Melker        | Ocean Racing Technology | 1:32.625 | 14       |
| 15       | 8        | Jolyon Palmer       | iSport International    | 1:32.659 | 15       |
| 16       | 21       | Stefano Coletti     | Rapax                   | 1:32.675 | 16       |
| 17       | 6        | Nathanaël Berthon   | Racing Engineering      | 1:32.769 | 17       |
| 18       | 18       | Sergio Canamasas    | Venezuela GP Lazarus    | 1:32.772 | 18       |
| 19       | 22       | Simon Trummer       | Arden International     | 1:32.889 | 19       |
| 20       | 24       | Victor Guerin       | Ocean Racing Technology | 1:32.911 | 20       |
| 21       | 19       | René Binder         | Venezuela GP Lazarus    | 1:32.967 | 21       |
| 22       | 16       | Stéphane Richelmi   | Trident Racing          | 1:32.969 | 22       |
| 23       | 17       | Julián Leal         | Trident Racing          | 1:32.989 | 23       |
| 24       | 2        | Jake Rosenzweig     | Barwa Addax Team        | 1:33.109 | 24       |
| 25       | 11       | Rodolfo González    | Caterham Racing         | 1:33.511 | 25       |
| 26       | 20       | Ricardo Teixeira    | Rapax                   | 1:33.719 | 26       |
| Forrás:  |          |                     |                         |          |          |

## Főverseny
| Helyezés                                                                | Rajtszám | Versenyző           | Csapat                  | Futott kör | Idő/Kiesés oka | Rajthely | Pont |
| ----------------------------------------------------------------------- | -------- | ------------------- | ----------------------- | ---------- | -------------- | -------- | ---- |
| 1                                                                       | 14       | Luca Filippi        | Scuderia Coloni         | 30         | 48:03.604      | 3        | 25   |
| 2                                                                       | 1        | Johnny Cecotto, Jr. | Barwa Addax Team        | 30         | +4.028         | 8        | 18   |
| 3                                                                       | 7        | Marcus Ericsson     | iSport International    | 30         | +5.377         | 5        | 15   |
| 4                                                                       | 26       | Max Chilton         | Marussia Carlin         | 30         | +7.631         | 1        | 12+4 |
| 5                                                                       | 5        | Fabio Leimer        | Racing Engineering      | 30         | +9.413         | 6        | 10+2 |
| 6                                                                       | 3        | Davide Valsecchi    | DAMS                    | 30         | +16.057        | 4        | 8    |
| 7                                                                       | 8        | Jolyon Palmer       | iSport International    | 30         | +17.600        | 15       | 6    |
| 8                                                                       | 21       | Stefano Coletti     | Rapax                   | 30         | +18.532        | 16       | 4    |
| 9                                                                       | 10       | Esteban Gutiérrez   | Lotus GP                | 30         | +19.293        | 9        | 2    |
| 10                                                                      | 17       | Julián Leal         | Trident Racing          | 30         | +20.025        | 23       | 1    |
| 11                                                                      | 25       | Nigel Melker        | Ocean Racing Technology | 30         | +20.464        | 14       |      |
| 12                                                                      | 9        | James Calado        | Lotus GP                | 30         | +26.027        | 13       |      |
| 13                                                                      | 16       | Stéphane Richelmi   | Trident Racing          | 30         | +27.890        | 22       |      |
| 14                                                                      | 18       | Sergio Canamasas    | Venezuela GP Lazarus    | 30         | +31.193        | 18       |      |
| 15                                                                      | 6        | Nathanaël Berthon   | Racing Engineering      | 30         | +31.910        | 17       |      |
| 16                                                                      | 22       | Simon Trummer       | Arden International     | 30         | +35.375        | 19       |      |
| 17                                                                      | 19       | René Binder         | Venezuela GP Lazarus    | 30         | +38.769        | 21       |      |
| 18                                                                      | 2        | Jake Rosenzweig     | Barwa Addax Team        | 30         | +40.226        | 24       |      |
| 19                                                                      | 27       | Rio Haryanto        | Marussia Carlin         | 30         | +42.638        | 11       |      |
| 20                                                                      | 20       | Ricardo Teixeira    | Rapax                   | 30         | +43.152        | 26       |      |
| 21                                                                      | 15       | Fabio Onidi         | Scuderia Coloni         | 30         | +44.769        | 7        |      |
| 22                                                                      | 11       | Rodolfo González    | Caterham Racing         | 30         | +56.350        | 25       |      |
| 23                                                                      | 24       | Victor Guerin       | Ocean Racing Technology | 30         | +1:01.984      | 20       |      |
| Ki                                                                      | 4        | Felipe Nasr         | DAMS                    | 13         |                | 10       |      |
| Ki                                                                      | 23       | Luiz Razia          | Arden International     | 0          |                | 12       |      |
| Ki                                                                      | 12       | Giedo van der Garde | Caterham Racing         | 0          |                | 2        |      |
| Leggyorsabb kör: Fabio Leimer (Racing Engineering) – 1:33.237 (30. kör) |          |                     |                         |            |                |          |      |
| Forrás:                                                                 |          |                     |                         |            |                |          |      |

## Sprintverseny
| Helyezés                                                      | Rajtszám | Versenyző           | Csapat                  | Futott kör | Idő/Kiesés oka | Rajthely | Pont |
| ------------------------------------------------------------- | -------- | ------------------- | ----------------------- | ---------- | -------------- | -------- | ---- |
| 1                                                             | 3        | Davide Valsecchi    | DAMS                    | 21         | 33:06.731      | 3        | 15+2 |
| 2                                                             | 5        | Fabio Leimer        | Racing Engineering      | 21         | +0.444         | 4        | 12   |
| 3                                                             | 8        | Jolyon Palmer       | iSport International    | 21         | +7.873         | 2        | 10   |
| 4                                                             | 21       | Stefano Coletti     | Rapax                   | 21         | +10.787        | 1        | 8    |
| 5                                                             | 1        | Johnny Cecotto, Jr. | Barwa Addax Team        | 21         | +10.953        | 7        | 6    |
| 6                                                             | 26       | Max Chilton         | Marussia Carlin         | 21         | +11.418        | 5        | 4    |
| 7                                                             | 7        | Marcus Ericsson     | iSport International    | 21         | +11.606        | 6        | 2    |
| 8                                                             | 17       | Julián Leal         | Trident Racing          | 21         | +12.661        | 10       | 1    |
| 9                                                             | 16       | Stéphane Richelmi   | Trident Racing          | 21         | +13.383        | 13       |      |
| 10                                                            | 12       | Giedo van der Garde | Caterham Racing         | 21         | +14.540        | 24       |      |
| 11                                                            | 18       | Sergio Canamasas    | Venezuela GP Lazarus    | 21         | +15.013        | 14       |      |
| 12                                                            | 27       | Rio Haryanto        | Marussia Carlin         | 21         | +15.711        | 19       |      |
| 13                                                            | 19       | René Binder         | Venezuela GP Lazarus    | 21         | +15.934        | 17       |      |
| 14                                                            | 9        | James Calado        | Lotus GP                | 21         | +16.667        | 12       |      |
| 15                                                            | 6        | Nathanaël Berthon   | Racing Engineering      | 21         | +20.179        | 15       |      |
| 16                                                            | 23       | Luiz Razia          | Arden International     | 21         | +20.484        | 26       |      |
| 17                                                            | 22       | Simon Trummer       | Arden International     | 21         | +25.436        | 16       |      |
| 18                                                            | 20       | Ricardo Teixeira    | Rapax                   | 21         | +29.051        | 20       |      |
| 19                                                            | 2        | Jake Rosenzweig     | Barwa Addax Team        | 21         | +30.292        | 18       |      |
| 20                                                            | 11       | Rodolfo González    | Caterham Racing         | 21         | +34.034        | 22       |      |
| 21                                                            | 4        | Felipe Nasr         | DAMS                    | 21         | +1:14.092      | 25[1]    |      |
| 22                                                            | 14       | Luca Filippi        | Scuderia Coloni         | 21         | +1:26.253      | 8        |      |
| Ki                                                            | 24       | Victor Guerin       | Ocean Racing Technology | 1          |                | 23       |      |
| Ki                                                            | 25       | Nigel Melker        | Ocean Racing Technology | 1          |                | 11       |      |
| Ki                                                            | 15       | Fabio Onidi         | Scuderia Coloni         | 1          |                | 21       |      |
| Ki                                                            | 10       | Esteban Gutiérrez   | Lotus GP                | 1          |                | 10       |      |
| Leggyorsabb kör: Davide Valsecchi (DAMS) – 1:33.536 (20. kör) |          |                     |                         |            |                |          |      |
| Forrás:                                                       |          |                     |                         |            |                |          |      |

Notes:
- ↑ 1 1  — Felipe Nasr és Luiz Razia öthelyes büntetést kaptak baleset okozásáért.[4]